# فيروس البلازما اللاصفرية MV-L51
فيروس البلازما اللاصفرية MV-L51 (بالإنجليزية: Acholeplasma virus MV-L51)‏ هو نوع فيروسي ضمن فيروس بلكترو.